# Vîsici, Iavoriv
Vîsici (în ucraineană Висіч) este un sat în comuna Seredkevîci din raionul Iavoriv, regiunea Liov, Ucraina.

## Demografie
Componența lingvistică a localității Vîsici
     Ucraineană (99,75%)
     Alte limbi (0,25%)
Conform recensământului din 2001, majoritatea populației localității Vîsici era vorbitoare de ucraineană (99,75%), existând în minoritate și vorbitori de alte limbi.